# Таен прозорец
„Таен прозорец“ (на английски: Secret Window) е американски психологически трилър от 2004 г. с участието на Джони Деп и Джон Туртуро по сценарий и режисура на Дейвид Коп, адаптация на разказа „Таен прозорец, тайна градина“ от Стивън Кинг. Разказът е част от сборника на Кинг – „Четири след полунощ“ от 1990 г. Филмът излиза на 12 март 2004 г. по кината в САЩ.

## Актьорски състав
| Актьор         | Роля                     |
| -------------- | ------------------------ |
| Джони Деп      | Морт Рейни               |
| Джон Туртуро   | Джон Шутър               |
| Мария Бело     | Ейми Рейни               |
| Тимъти Хътън   | Тед Милнър               |
| Лен Карио      | Шериф Дейв Нюсъм         |
| Чарлс С. Дътън | Частен детектив Кен Карш |
| Джон Дън Хил   | Том Глейнлеаф            |

## В България
В България филмът е пуснат по кината на 16 април 2004 г. от Александра Филмс.
На 17 ноември 2004 г. е издаден на VHS и DVD от Съни Филмс.
На 24 април 2010 г. е излъчен по Нова телевизия със субтитри на български.
През 2013 г. е излъчен по Би Ти Ви Синема.
През 2021 г. се излъчва по Фокс.

### Български дублаж
| Преводач            | Милена Сотирова                                                   |
| Тонрежисьор         | Ясен Пенчев                                                       |
| Режисьор на дублажа | Таня Димитрова                                                    |
| Озвучаващи артисти  | Татяна Захова Ани Василева Симеон Владов Илиян Пенев Камен Асенов |